# Engelbert II de Nassau
Engelbert II, dit le Valeureux (1451, Bréda – 1504, Bruxelles), fut comte de Nassau-Breda de 1475 à 1504.

## Biographie
Engelbert, fils aîné du comte Jean IV de Nassau-Dillenbourg de la Maison de Nassau, hérita en 1475 des titres de sa famille ; à compter de cette date, il prit les titres de comte de Nassau-Dillenburg et de Vianden, seigneur de Bréda.
Il fut fait chevalier de la Toison d'or en 1473.
En 1479, il commande les troupes à la bataille de Guinegate et également pendant le soulèvent à Bruges.
Le 25 juillet 1487, il a été capturé par les français lors des combats à Béthune, et fut libéré deux ans plus tard en échange d'une rançon "énorme" .

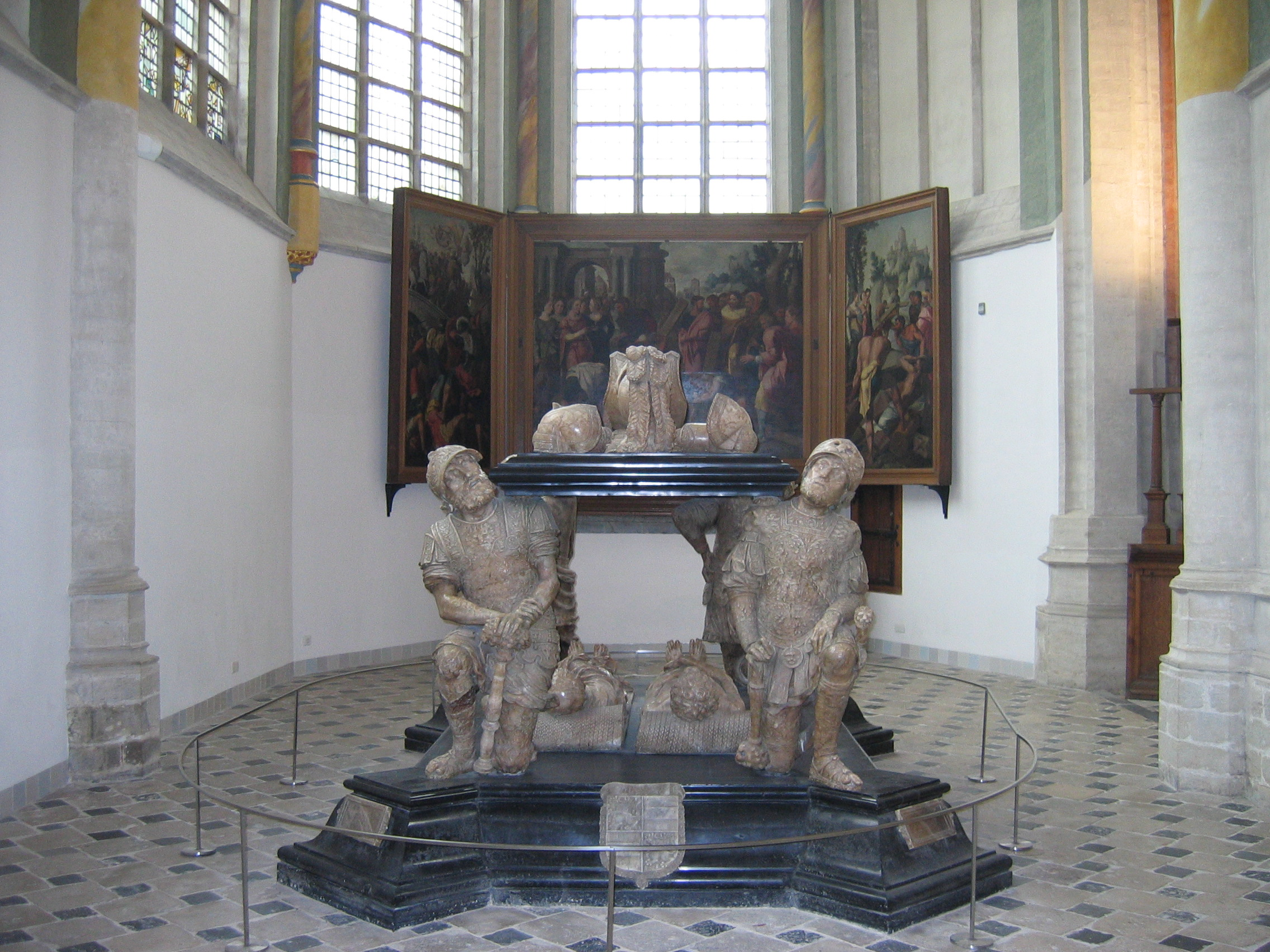
Tombeau d'Engelbert II de Nassau dans l'église Notre-Dame de Bréda.

En 1486, Engelbert II reçut la charge de stathouder des Flandres et de gouverneur de Lille, fiefs de l’héritage bourguignon passés quelques années auparavant aux Habsbourg, mais dont la propriété était contestée par la France ; tant et si bien que l'empereur Habsbourg Frédéric III devait pouvoir s'appuyer sur un gouverneur particulièrement expérimenté pour y conserver son autorité. Engelbert dut s'acquitter convenablement de sa mission, puisqu'en 1496 l'empereur lui confie en outre la charge de stathouder de Hollande.
En 1499, Guillaume de Juliers-Berg, duc de Berg & de Juliers & seigneur de Heinsberg, échange ses domaines de Diest, de Zichem et de Zeelem, ainsi que la châtelainie d'Anvers, avec Engelbert de Nassau, moyennant la cession de Millen, Gangele et Vucht.
Cet honneur prépare à long terme l'hégémonie de la maison d'Orange-Nassau dans le pays. Par ailleurs, le comte Engelbert fondait aussi quelques ambitions sur les provinces rhénanes, et c'est pourquoi en 1468, alors qu'il n'avait pas même 18 ans, il épousa à Coblence la toute jeune margravine Cymburge de Bade (de). Cette union resta stérile, Engelbert ne laissant à sa mort en 1504 que deux bâtards, si bien que c'est son frère Jean V qui hérita de ses titres.

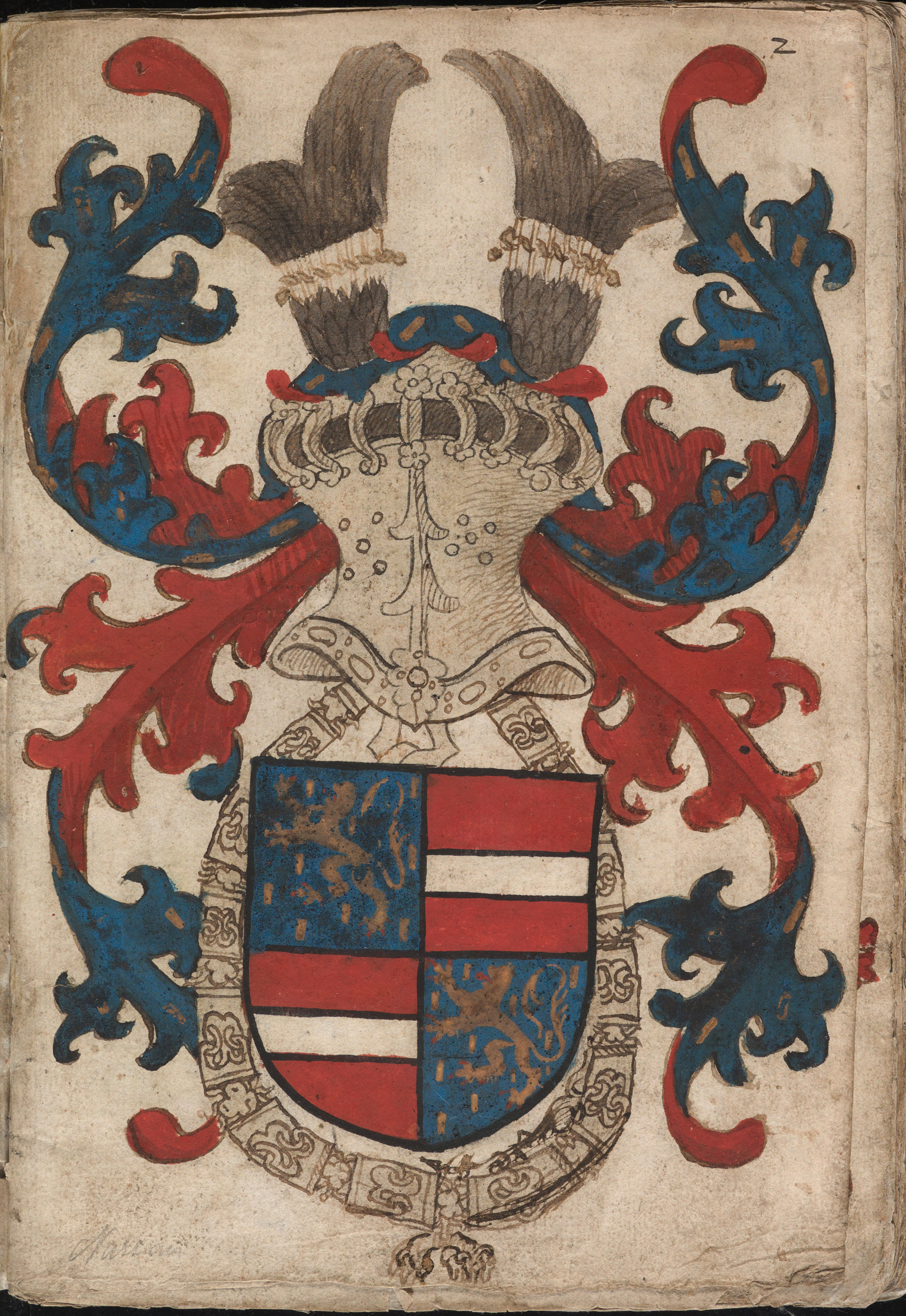
Blason d'Engelbert II de Nassau tiré de l'Armorial de Nassau-Vianden (vers 1490).